# Slaget vid Matrand
Slaget vid Matrand utkämpades den 5 augusti 1814, och var en sammandrabbning vid Matrand mellan en norsk kår under överstelöjtnant Andreas Samuel Krebs och en svensk under generalmajor Karl Pontus Gahn av Colquhoun, som efter sitt misslyckade anfall på Lier under reträtt till Sverige stannat vid Matrand. Krebs hade emellertid sänt omkring 1 100 man till Skotterud, 5 km längre söderut, för att kringgå svenskarnas högra flygel och spärra återtåget för Gahn. Denne lyckades dock med stora förluster att slå sig igenom de norska ställningarna och återkom till Sverige. Sammandrabbningen vid Matrand var den blodigaste under hela kriget; Gahn förlorade 17 officerare, 7 underofficerare och 312 man i stupade, sårade och fångar; norrmännen respektive 50 döda och 126 sårade. 